# Akil Byron
Akil Byron (sinh ngày 10 tháng 6 năm 1980) là một thủ môn bóng đá, thi đấu cho Newtown United. Anh cũng có 5 lần ra sân cho đội tuyển quốc gia St. Kitts và Nevis. Khoảng thời gian với Newtown United bị ngắt quãng bởi khoảng thời gian 4 năm tại Garden Hotspurs Basseterre.